# Ebba Matz
Karin Eva-Britt Ebba Matz, född 1 april 1963 i Leksand, är en svensk skulptör.
Ebba Matz utbildade sig på Konstskolan Idun Lovén i Stockholm 1983–85 och  på Kungliga Konsthögskolan i Stockholm 1987–92. Hon hade sina första separatutställningar 1992 på Galleri Andréhn-Schiptjenko i Stockholm och på Jönköpings läns museum.
Ebba Matz mottog år 2001 Moderna Museets Vänners skulpturpris - K. A. Linds hederspris. Hon är ledamot av Konstakademien sedan 2007.

## Offentliga verk i urval
- Från skymning till gryning, ett ljuskonstverk, smågatsten och spotlights, 1999, Henry Dunkers plats i Helsingborg
- Gestaltning av Jazzparken i Söderhamn. 2003
- Här, glasfiberarmerad plast och rostfritt stål, 2006, Wavrinskys plats i Göteborg samt 2008 på Stadshusgatan i Kumla
- Déjà vu, rostfritt stål, 2010, gestaltning av Dragarbrunnstorg i Uppsala
- Gestaltning av Sankt Johannesplan i Malmö

## Bilder

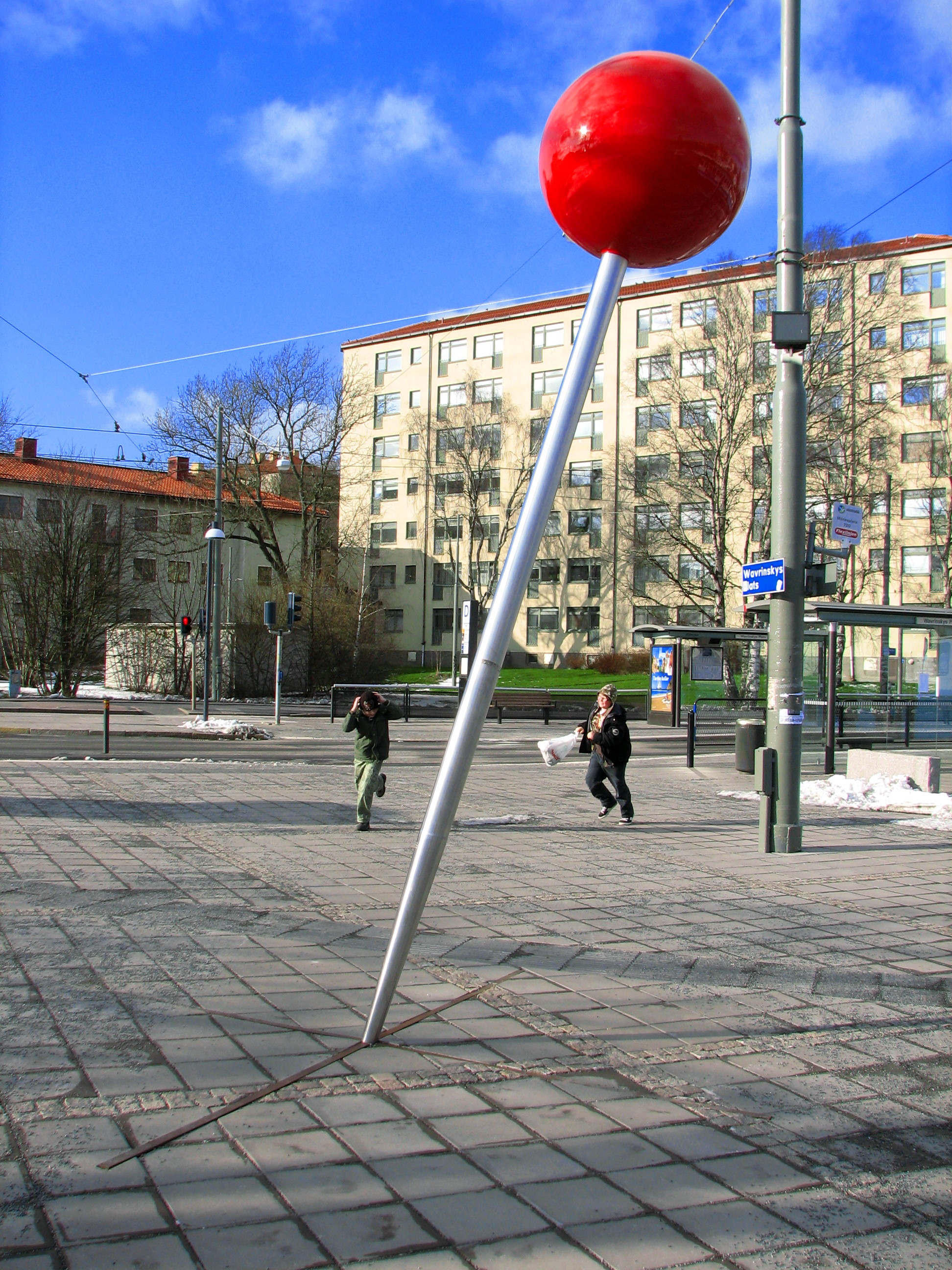
Här på Wavrinskys plats i Göteborg
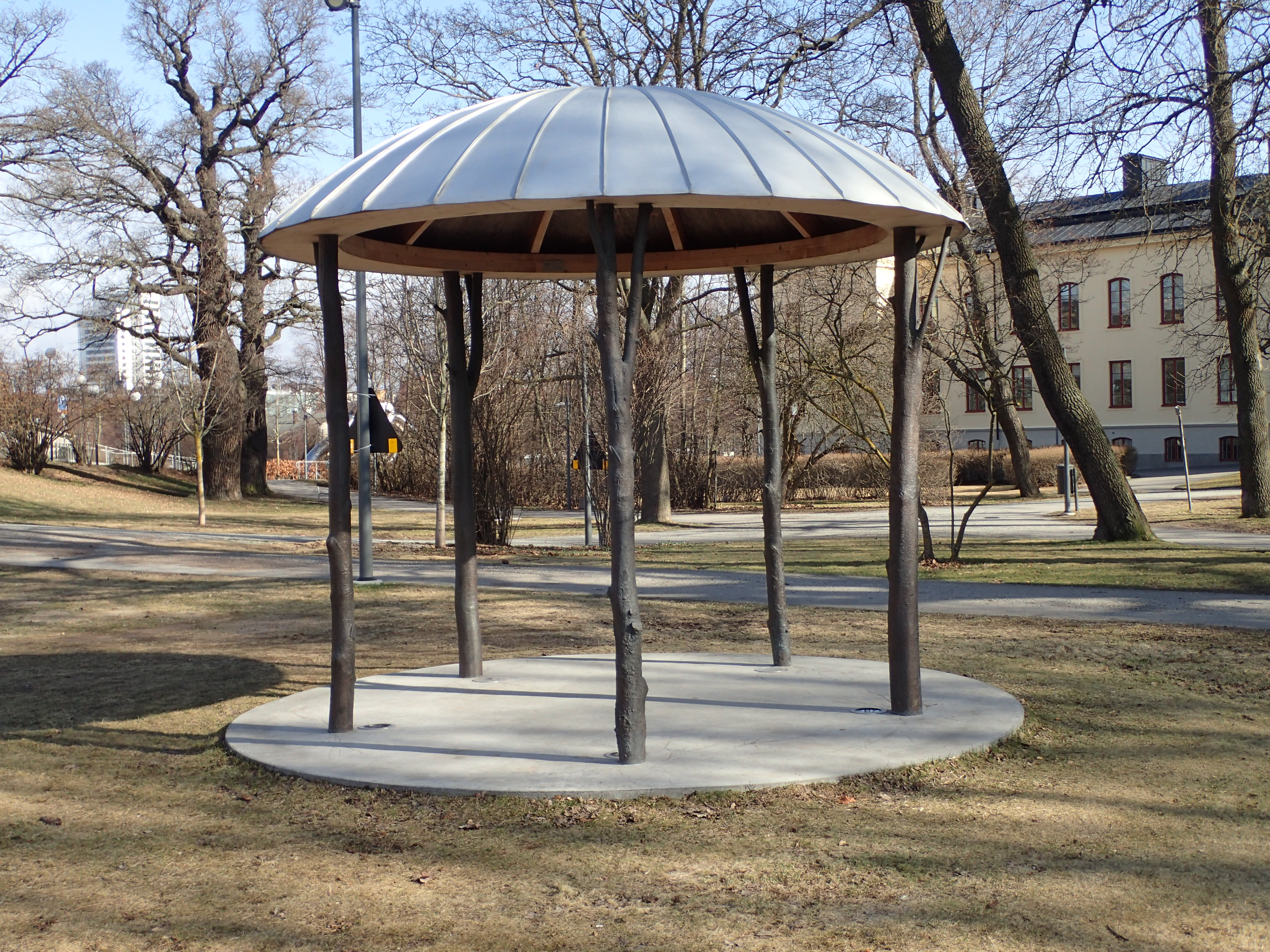
Danspaviljong i Stockholm
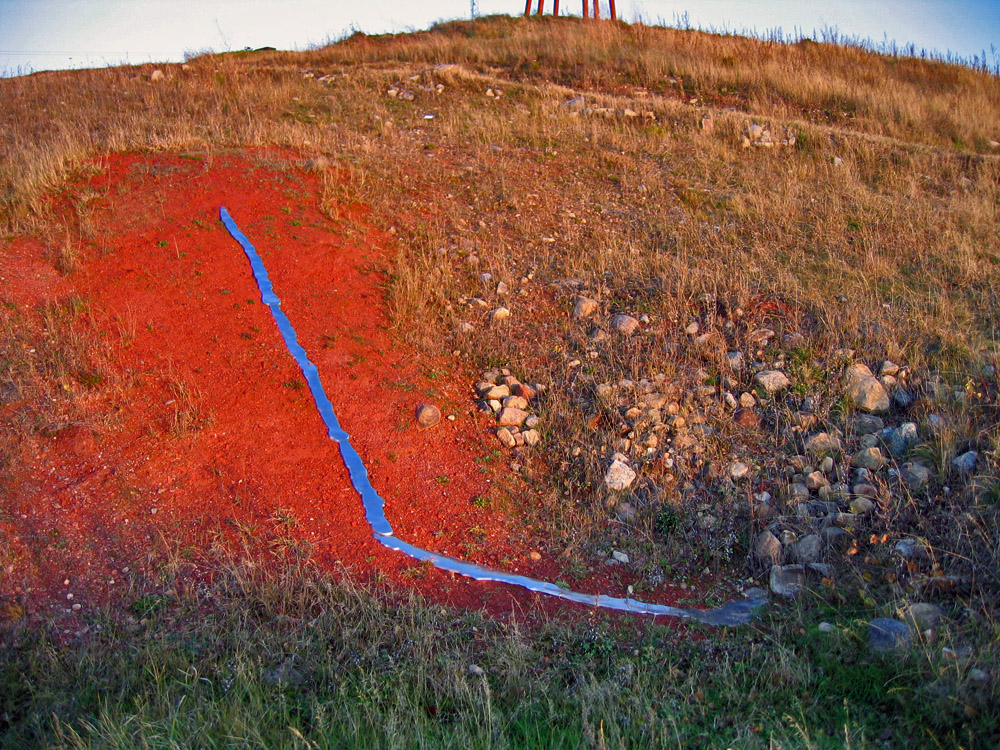
Rännil i Kumla
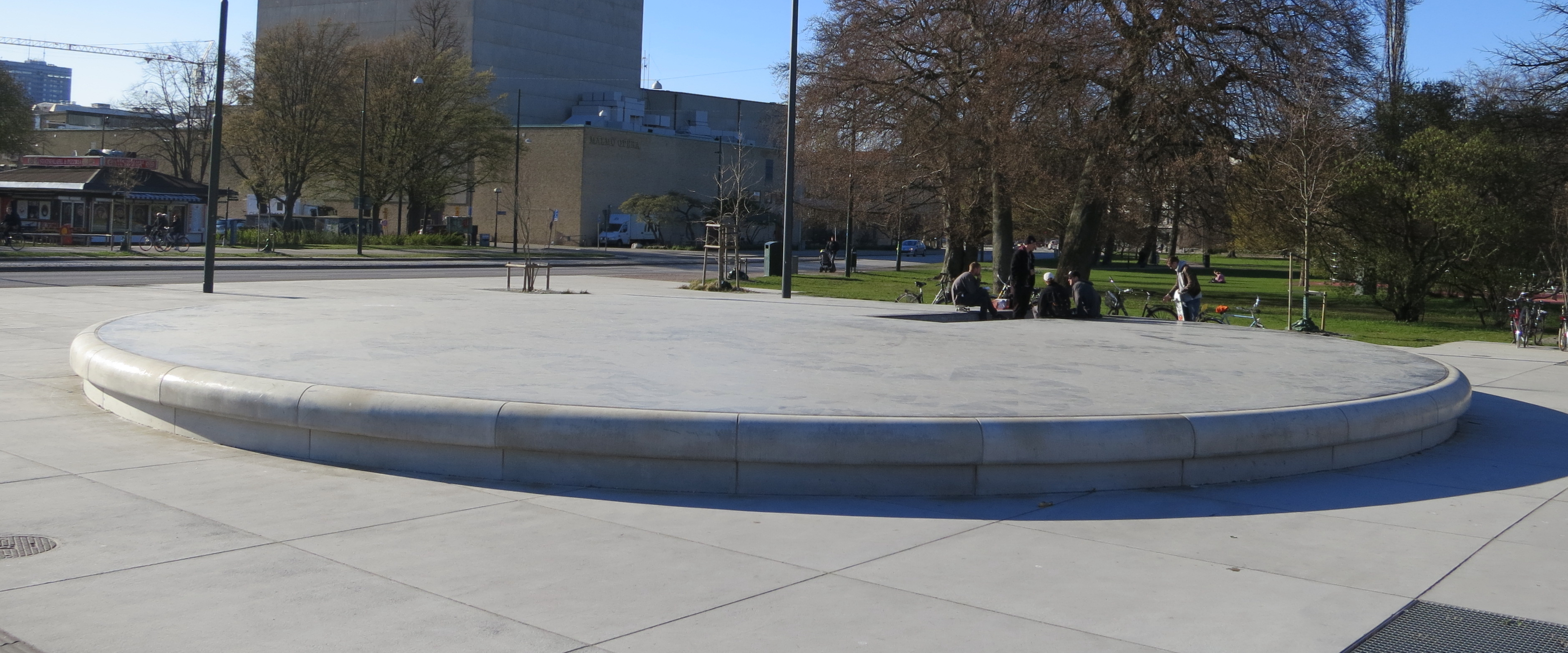
Sankt Johannesplan i Malmö